# Война за независимост на Бангладеш
Войната за независимост на Бангладеш (на бенгалски: মুক্তিযুদ্ধ) е революция и въоръжен конфликт, разпален от надигането на бенгалското националистическо движение в тогавашен Източен Пакистан по време на геноцида в Бангладеш през 1971 г. Войната довежда до независимостта на Бангладеш. Започва, след като пакистанската военна хунта в Западен Пакистан предприема операция „Прожектор“ срещу народа на Източен Пакистан през нощта на 25 март 1971 г. Операцията цели систематичното елиминиране на националистически настроените граждани, студенти, интелигенция, религиозни малцинства и въоръжени групировки. Хунтата анулира резултатите от парламентарните избори през 1970 г. и арестува бъдещия министър-председател Муджибур Рахман. Войната приключва с капитулация на Западен Пакистан на 16 декември 1971 г.
На територията на Източен Пакистан се водят мащабни военни действия, а въздушни удари потушават вълната от гражданско неподчинение, създала се след патовото положение, последвало изборите от 1970 г. Пакистанската армия, ползваща се с подкрепата на ислямистки групировки, създава радикални религиозни милиции (Разакар, Ал-Бадр, Ал-Шамс), които да им помагат в хода на нападенията срещу местното население. Урдуезичните бихари в Бангладеш (етническо малцинство) също подкрепят пакистанската армия. Пакистанските въоръжени сили и поддръжниците им извършват масови убийства, депортации и изнасилвания. Самата столица Дака става сцена на многобройни кланета. Около 10 милиона бенгалски бежанци побягват към съседна Индия, докато 30 милиона се впускат във вътрешна миграция. Сектантско насилие избухва между урдуезичните имигранти и местните бенгалци.
Независимостта на Бангладеш е обявена от Читагонг от членове на Мукти Бахини – националната освободителна армия, съставена от бенгалски военни, паравоенни и цивилни. Източнобенгалският полк и Източнопакистанските пушки изиграват ключова роля в съпротивата. Водени от генерал Мухамад Османи и още 11 окръжни командира, силите на Бангладеш предприемат мащабна партизанска война срещу пакистанските въоръжени сили. Те освобождават много градове през първите месеци на конфликта. Пакистанската армия възвръща енергията си през мусонния сезон. Бенгалските партизани извършват многобройни саботажи срещу пакистанските военни бази. Към ноември силите на Бангладеш са изтласкали и ограничили пакистанските войски до казармите им. Това им позволява да поемат контрол над повечето селски райони в страната.
Временното правителство на Бангладеш е съставена на 17 април 1971 г. в Муджибнагар и се премества в Калкута като правителство в изгнание. Бенгалските членове на пакистанския граждански, военен и дипломатически корпус се преместват в Бангладешкото временно правителство. В Западен Пакистан, хиляди бенгалски семейства са интернирани, а по-късно побягват към Афганистан. Бенгалските културни активисти управляват тайната радиостанция Свободен Бенгал. Тежкото положение на милионите бенгалски граждани, покосени от войната, води до световен отзвук и възмущение. Индия, под ръководството на Индира Ганди, предоставя значителна дипломатическа, икономическа и военна подкрепа на бенгалските националисти. Британски, индийски и американски музиканти организират първия благотворителен концерт в света в Ню Йорк в подкрепа на населението на Бангладеш. Американският сенатор Тед Кенеди води кампания, призоваваща за край на пакистанските военни преследвания.
Индия се включва във войната на 3 декември 1971 г., след като Пакистан предприема поредица от въздушни удари срещу военновъздушни бази в Северна Индия. Последвалата индо-пакистанска война се води на два фронта. След като Индия получава въздушно превъзходство на изток, а индийските и бенгалските войски напредват бързо, Пакистан се оказва принуден да подпише капитулацията си в Дака на 16 декември 1971 г.
Войната променя геополитическия пейзаж в Южна Азия. Бангладеш се появява като седмата най-населена държава в света. Поради сложните регионални съюзи, войната играе голяма роля в Студената война и оказва влияние върху напрежението между САЩ, Съветския съюз и Китай. Повечето от страните членки на ООН признават Бангладеш за независима страна през 1972 г.